# Апаринки
Апаринки — деревня  в Ленинском городском округе Московской области России.

## Расположение
Деревня Апаринки находится на Каширском шоссе примерно в 5 км к северо-востоку от центра города Видное. Ближайший населённый пункт — деревня Малое Видное.

## История
Впервые упоминается в писцовых книгах 1651 года как пустошь Паринка. На межевом плане 1784 года значится как сельцо Паренки. В документах XIX века упоминается уже как Апаринки. Название, предположительно, произошло от слова парина — «пар, паровое поле».
В XIX веке дома сельца Апаринки, расположенные западнее Каширского шоссе, стали называться сельцом Видное. Это название впоследствии перешло на город Видное.
В XIX веке деревня Апаринки входила в состав Островской волости Подольского уезда. В 1899 году в деревне проживало 70 человек.
В 1990-х годах деревню предполагалось расселить по соображениям экологии (вокруг находятся промзоны). Но большая часть жителей деревни осталась.
До 2006 года деревня входила в Картинский сельский округ Ленинского района, а с 2006 до 2019 года в рамках организации местного самоуправления входила в городское поселение Видное Ленинского муниципального района.
С 2019 года входит в Ленинский городской округ.

## Население
| 2002 | 2006 | 2010 |
| ---- | ---- | ---- |
| 52   | ↗75  | ↗170 |

Согласно Всероссийской переписи, в 2002 году в деревне проживало 52 человека (29 мужчин и 23 женщины). По данным на 2005 год в деревне проживало 75 человек.